# Vindullus viridans
Vindullus viridans är en spindelart som beskrevs av Simon 1880. Vindullus viridans ingår i släktet Vindullus och familjen jättekrabbspindlar. Inga underarter finns listade i Catalogue of Life.